# 竜豊線
竜豊線（りょうほうせん、中国語: 龙丰铁路）は中華人民共和国の中国国鉄の鉄道路線。 吉林省吉林市竜潭山駅と大豊満駅を連絡している全長28kmの路線である。

## 歴史
- 1938年
  - 8月1日 - 竜潭山駅と大豊満駅の間で仮営業開始[1]。
  - 10月1日 - 満洲国国有鉄道の路線として新設。本営業開始[1]。